# الصفا
الصفا (به عربی: الصفا) یک منطقهٔ مسکونی در امارات متحده عربی است که در دبی، امارات واقع شده‌است.